# پارک ملی و پناهگاه حیات وحش بختگان
پارک ملی(بوستان ملی) و پناهگاه حیات وحش بختگان منطقه‌ای حفاظت‌شده در شهرستان نی‌ریز و شهرستان بختگان است. این پارک بخشی از شمال دریاچه بختگان و دریاچه طشک را در بر می‌گیرد.
مجموعه حفاظتی بختگان دو بخش مجزا به نام پناهگاه حیات وحش بختگان و بوستان ملی بختگان را شامل می‌گردد. بر پایه آخرین آمار رسمی سازمان حفاظت محیط زیست ایران، وسعت پارک ملی بختگان ۱۷۵٬۴۰۹ هکتار و وسعت پناهگاه حیات وحش بختگان ۱۵۴٬۴۹۵ هکتار است.

## تاریخچه حفاظت
منطقه بختگان اولین بار طبق مصوبه شماره ۷مورخ ۱۳۴۷/۹/۱۲ شورای عالی نظارت بر صید به عنوان منطقه حفاظت‌شده اعلام گردید و سپس در سال ۱۳۵۴ به‌عنوان پناهگاه حیات وحش تصویب شد. در سال ۱۳۷۴ نیز بخشی از پناهگاه به‌عنوان پارک ملی بختگان اعلام گردید.

## حیات وحش منطقه
تنوع زیستگاهی منطقه بختگان، موجب ایجاد تنوع جانوری در منطقه گردیده است. از میان حیات وحش مهره‌دار تعداد ۴۶ گونه از رده پستانداران، ۲۱۸ گونه از رده پرندگان، ۳۶ گونه از رده خزندگان و ۳ گونه از رده دوزیستان و تعداد ۲۳ گونه ماهی درپارک ملی و پناهگاه حیات وحش بختگان زندگی می‌کنند. پرندگان دشت‌زی نظیر کبک تیهو هوبره کنار تالاب و دیگر پرندگان آبزی و قوچ و میش و کل و بز از حیوانات شاخص کوهستانی منطقه یه شمار می‌روند.
در خرداد ماه سال ۹۶ با نصب دوربین تله‌ای بر روی یکی از چشمه‌های دائمی پارک ملی بختگان که محیط بانان احتمال وجود پلنگ را با توجه به علایم و آثار مشاهده شده همچون خراش بر روی درختان و رد پا برای اولین بار چند عکس از یک قلاده پلنگ ایرانی در ارتفاع ۲۶۰۰ متری این پارک ملی ثبت و ضبط شد.